# جون أوستين ستيفنز
جون أوستين ستيفنز (بالإنجليزية: John Austin Stevens)‏ هو مؤرخ أمريكي، ولد في 1827، وتوفي في 1910.